# Карл Шмит
Карл Шмит (11. јул 1888 - 7. април 1985) је немачки правник, филозоф, политички теоретичар и социолог. Остао је најпознатији у улози правника у Вајмарској републици за време Трећег рајха. У опсегу његових тема се, између осталог, налазило и писање о поседовању политичке моћи, о чему је расправљао и у свом есеју Диктатура. Његов рад је извршио велики утицај на каснију политичку теорију, али је његов значај знатно умањен због његовог активног учешћа у нацизму.

## Биографија

### Детињство, студије, брак
Карл Шмит је одрастао као друго од петоро деце у католичкој породици, што је од пресудног значаја за његово стваралаштво. Након завршетка државне средње школе у Атендорну, интересовао се за филологију, али се након интервенције његовог стрица врло брзо одлучио за правне науке. Шмит започиње своје студије у Берлину 1907. године, али већ 1908. одлучује да настави са студијама на Универзитету у Минхену. Од 1808/9. пребацује се од зимског семестра у Стразбург, где и завршава своје студије. Под менторством Фрица ван Калкера 1910. године одбранио је докторат под називом О кривици и њеним видовима.
Године 1916. се жени својом првом женом Павлом Доторић, за коју се касније испоставило да се лажно представљала, што је изазвало огроман скандал. Брак је коначно поништен 1924. пред Регионалним судом у Бону. Будући да црква није поништила његов први брак, због свог другог брака са Српкињом Душком Тодоровић, са којом је имао ћерку, Аниму, је био изопштен из католичке цркве, све до 1950. године, када је његова друга супруга преминула.

## Шмитова политика
Политика Карл Шмита је заснована на идеји права народа, што подразумева супротстављање либералној теорији о људским правима. Шмит наглашава значај антрополошког мишљења за заснивање политичке теорије, што подразумева стављање човека на прво место интересовања. Оно најважније у вези са његовом политиком је пак оправдавање нацистичке диктатуре, због чега је касније био део Нирнбершког процеса 1947. године.
Кључна идеја његове политике јесте поставка на пријатеље и непријатеље. Он у својим делима такође наглашава, да је рат крајњи резултат непријатељства, јер је се ту открива могућност разликовања пријатеља и непријатеља, док би одсуство било какве врсте борбе означавало и крај политике, што значи да је цела ствар сведена на непријатељско груписање и ишчекивање ратног и оружаног сукоба. Својим делима, Шмит дакле истиче да је срж политике заправо борба и да у том случају нико не може укинути разликовање на пријатеље и непријатеље.

## Послератни период
Након Другог светског рата, Шмит више нема непријатеља. Године 1945. је ухапшен, након чега је био у логору све до октобра 1946.г. након чега је поново ухапшен и одведен у Нирнберг наредне године. Током самог Нирнбершког процеса није било конкретне оптужбе, јер, како је касније објашњено, није починио ниједан злочин против човечности. Упркос томе, Шмит је био након тога био изолован од научне и политичке заједнице, иако је он наставио своје студије, посебно међународног права.